# Loud and Clear
Albums de Autograph
That's the Stuff
(1985)
Loud and Clear est le 3e album publié par le groupe de hard rock AOR Autograph en avril 1987. Produit par Andy Johns, cet album a été classé n°108 dans le Billboard 200 le 23 mai 1987.

## Titres
1. Loud and Clear - 3:40 - (Autograph)
2. Dance All Night - 4:30 - (Autograph)
3. She Never Looked That Good for Me - 3:36 - (Plunkett, Isham, Foxworthy)
4. Bad Boy - 4:09 - (Autograph)
5. Everytime I Dream - 4:54 - (Plunkett, Dexter)
6. She's a Tease - 3:38 - (Autograph)
7. Just Got Back from Heaven - 4:22 - (Plunkett, Isham, Foxworthy)
8. Down 'N Dirty - 3:17 - (Autograph)
9. More Than a Million Times - 5:59 - (Plunkett, Isham, Richards)
10. When the Sun Goes Down - 5:18 - (Autograph)

## Formation
- Steve Plunkett : chants et guitare rythmique
- Steve Lynch : guitare solo
- Randy Rand : basse
- Steven Isham : claviers
- Keni Richards : batterie